# Chlosyne nigra
Chlosyne nigra är en fjärilsart som beskrevs av C. Reed Cary 1901. Chlosyne nigra ingår i släktet Chlosyne och familjen praktfjärilar. Inga underarter finns listade i Catalogue of Life.